# Pallavolo ai I Giochi panafricani
Il torneo di pallavolo ai I Giochi panafricani si è disputato durante la I edizione dei Giochi panafricani, che si è svolta a Brazzaville, nella Repubblica del Congo, nel 1965.

## Podi
| Evento                     | Oro    | Argento | Bronzo         |
| Torneo maschile (dettagli) | Egitto | Tunisia | Rep. del Congo |